# Abdelhadi Alami Srifi
Pour les articles homonymes, voir Alami.
Abdelhadi Alami Srifi (né en 1941 à Fès, Maroc) est l'actuel propriétaire du groupe Dounia Hôtels.

## Parcours
Il commence sa carrière en tant qu'inspecteur des finances dans le secteur public, avant de démissionner. Il se lance alors dans le domaine du tourisme. Il dirigera la société Maroc Tourist à partir du 1er septembre 1970 jusqu'au 10 mars 1976. Dès lors, il fonde son groupe Dounia Hôtel. On lui doit la réalisation du complexe du palais des congrès de Marrakech. Écrivain à ses heures, patron de presse intérimaire, il a fondé, il y a plus d’une vingtaine d’années, le mensuel francophone Maghreb Magazine, et ensuite l'hebdomadaire arabophone Maghrib Al Yaoum. Membre du bureau exécutif du RNI depuis 2002, il démissionna en envoyant une lettre à Ahmed Osman où il lui reprocha notamment une organisation administrative et une gestion financière déplorables.

## Livres
- 2004: Le tourisme marocain, l’éternel espoir